# Tríptico Donne

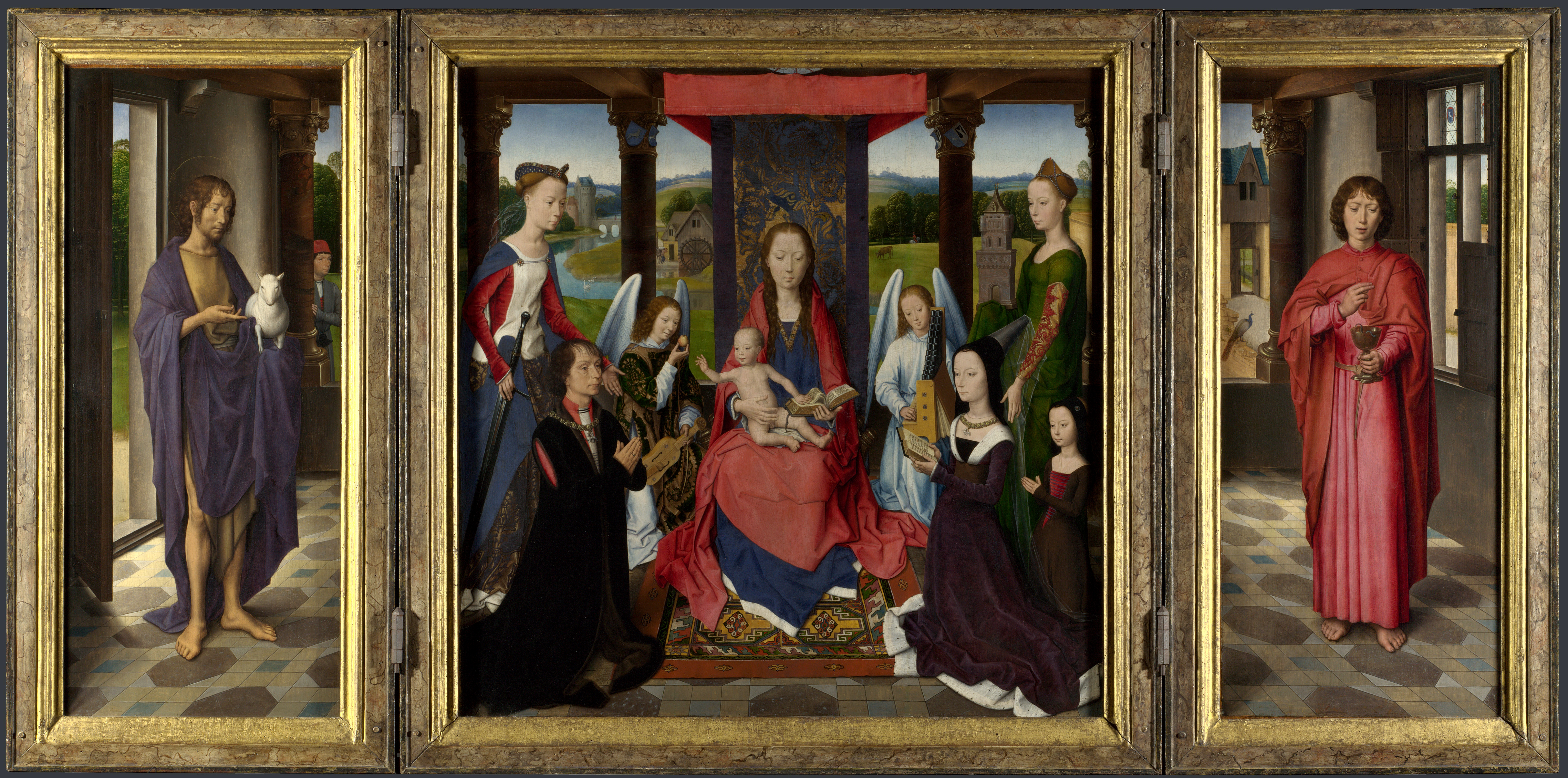
Tríptico Donne por Hans Memling, años 1470, Galería Nacional, Londres.

El Tríptico Donne (o Retablo Donne) es un tríptico pintado por el maestro del primitivo flamenco Hans Memling. Consta de cinco tablas pintadas: un tabla interior central, y dos alas laterales. Fue pintado para Sir John Donne, probablemente en algún momento entre finales de los 1470 o principios de los 1480, y se encuentra en la colección permanente de la Galería Nacional, en Londres, con las tablas todavía en sus marcos originales.
Cuándo Donne encargó el trabajo se desconoce. Historiadores del arte han debatido si fue pintado a principios de los 1480, por la época en que Memling pintó Virgen con el Niño y las santas Catalina de Alejandría y Bárbara, en Nueva York en el Museo Metropolitano de Arte. Una fecha más temprana por algún momento a finales de los 1470 es posible, en el tiempo que realizó el Retablo de San Juan, con un panel central muy parecido o puede haber sido pintado como precursor de este otro retablo.
El donante, Sir John Donne (1428-1503), era un diplomático galés para la Casa de York que visitó Brujas al menos una vez, en 1468 para asistir a la boda de Carlos el Temerario con Margarita de York; cómo se familiarizó con Memling es tan incierto como cuando le encargó el tríptico.
En el panel central aparece la Virgen con el Niño sentada bajo un dosel, Sir John arrodillado a su derecha presentado por Santa Catalina con la espada y a la izquierda su esposa Elisabeth Hastings y su hija primogénita Anne, presentadas por Santa Bárbara sosteniendo la maqueta de la torre. El matrimonio viste elegantemente a la moda borgoñona y ambos lucen los collares de oro con soles y rosas y un león como colgante, emblema personal del rey Eduardo IV, indicando su elevado estatus en la corte inglesa, él era bisnieto del último rey independiente de Gales y ella dama de honor de la reina. Sus respectivos escudos familiares aparecen en las columnas detrás de ellos y el blasón de armas del caballero en el vidrio de la ventana del panel derecho. El rostro de Lady Hastings fue primero pintado redondo y juvenil, pero luego retocado al definitivo más delgado, lo que podría sugerir que Memling solo la vio con el trabajo en marcha y cambió sus rasgos para hacerlos más reales.

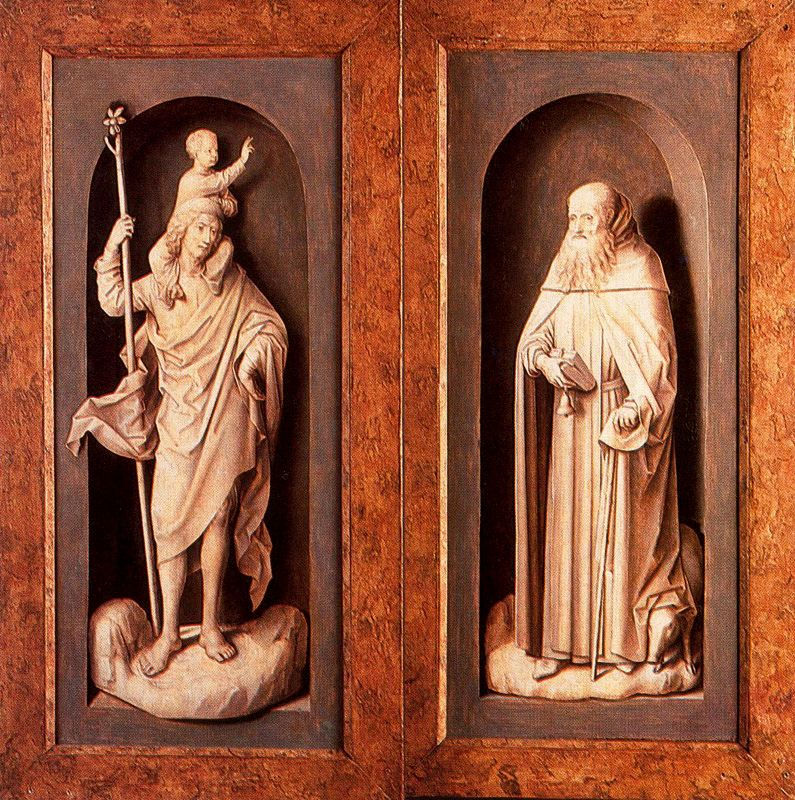
San Cristóbal y San Antonio Abad, tríptico cerrado.

A cada lado de la Virgen también un ángel músico; el Niño hace un ademán ambiguo con la diestra, o bendice a Sir John o trata de alcanzar la fruta que le muestra el ángel de ese lado. En los paneles laterales los santos patronos del caballero, de pie con sus atributos tradicionales: a la izquierda San Juan Bautista sosteniendo el cordero al que señala en alusión a Cristo, a la derecha San Juan Evangelista con la copa envenenada. Los tres paneles están unificados por la misma estancia palaciega con una galería con columnas al fondo que deja ver un paisaje con un río, en él se ve un hombre a caballo y un molino de agua con el molinero descargando un saco de su burro. La gran rueda hidráulica es una ingeniosa alusión al atributo tradicional de Santa Catalina. Se cree que el hombre que observa la escena desde detrás de la columna al fondo del panel de Juan el Bautista puede ser un autorretrato de Memling. Destaca su dominio del claroscuro y los volúmenes, el variado color con predominio de rojos y azules, transmitiendo armonía y serena devoción.
Al cerrarlo, los paneles laterales muestran por el exterior un San Antonio Abad y un San Cristóbal en grisalla, simulando estatuas como entonces era costumbre en los retablos flamencos.